# Армійське
Армі́йське (до 1948 року — Куреме́с, Кореме́з, крим. Köremez) — село в Джанкойському районі Автономної Республіки Крим. Входить до складу Зарічненської сільської ради. Населення — 189 осіб за переписом 2001 року.

## Географія
Армійське — село в центральній частині району, у степовому Криму на правому березі заболоченого гирла річки Побєдна, яка впадає в Сиваш. Висота над рівнем моря — 5 м. Сусідні села: Низинне (1 км на схід), Зарічне (2 км на південь) і Придорожне (3 км на північний захід, на іншому боці гирла річки). Відстань до райцентру — близько 8 кілометрів. Там же знаходиться найближча залізнична станція.

## Історія
Вперше село згадується у Камеральному Описі Криму… 1784 року, судячи з якого, в останній період Кримського ханства Горямес входив до Дип-Чонгарського кадилику Карасубазарського каймакамства.
Після анексії Кримського ханства Російською імперією, у 1784 році село було приписане до Перекопського повіту Таврійської області. Після Павловських реформ, з 1792 по 1802 рік входило до Перекопського повіту Новоросійської губернії. За новим адміністративним поділом, після створення 8 (20) жовтня 1802 Таврійської губернії, Куремес був включений до складу Биюк-Тузакчинської волості Перекопського повіту.
Судячи з документів, певний час селища Куремес і Месит обліковувалися як одне поселення: згідно з Відомістю про усі селища, що в Перекопському повіті перебувають… від 21 жовтня 1805 року числиться одне селище Месит на 13 дворів в якому мешкали 99 кримських татар, один ясир і дев'ять циган. На військовій топографічній карті Кримського півострова, складеній у 1817 році генерал-майором Семеном Олександровичем Мухіним позначені поряд два селища Месит і Керемес з дванадцятьма дворами кожне.
Пізніше, після Кримської війни, коли кримські татари масово почали емігрувати в Туреччину, опустіли і Керемес з Меситом: на топографічній карті півострова Крим полковника Бєтєва і підполковника Оберга, виданій Військово-топографічним депо у 1842 році Куремес-Месит позначений позначкою «мале село», тобто село у якому менше п'яти дворів.
У Списку населених місць Таврійської губернії за відомостями 1864 року, складеному за результатами VIII-ї ревізії 1864 року, Куремес, який після земської реформи Олександра II був приписаний до Байгончекської волості — власницьке татарське село на 5 дворів з тринадцятьма мешканцями. Пізніше село, ймовірно, повністю опустіло — на трьохверстовій карті Криму 1865–1876 селище відсутнє. Згідно з Пам'ятною книгою Таврійської губернії за 1867 ріксело стояло пустим.
Ким і коли була відроджений Куремес, достеменно невідомо, однак після земської реформи 1890 року воно було віднесене до Ак-Шеіхської волості. Згідно з Календарем і Пам'ятною книжкою Таврійської губернії на 1900 рік в селі Куремес числилося вже 118 жителів у 10 дворах. У Статистичному довіднику Таврійської губернії за 1915 рік в Ак-Шеіхській волості Перекопського повіту значиться село Куремес.
Згідно зі Списком населенних пунктів Кримської АРСР до Всесоюзного перепису населення 17 грудня 1926 року село Куремес входило до складу Камаджинської сільради Джанкойського району.
18 травня 1948 року указом Президії Верховної Ради РРФСР Куремес був перейменований на село Армійське.

## Населення
Згідно з переписом УРСР 1989 року чисельність наявного населення села становила 188 осіб, з яких 89 чоловіків та 99 жінок.
За переписом населення України 2001 року в селі мешкало 189 осіб.

### Мова
Розподіл населення за рідною мовою за даними перепису 2001 року:
| Мова              | Відсоток |
| ----------------- | -------- |
| кримськотатарська | 51,85 %  |
| російська         | 25,40 %  |
| українська        | 22,22 %  |
| інші              | 0,53 %   |